# Kamieniołom

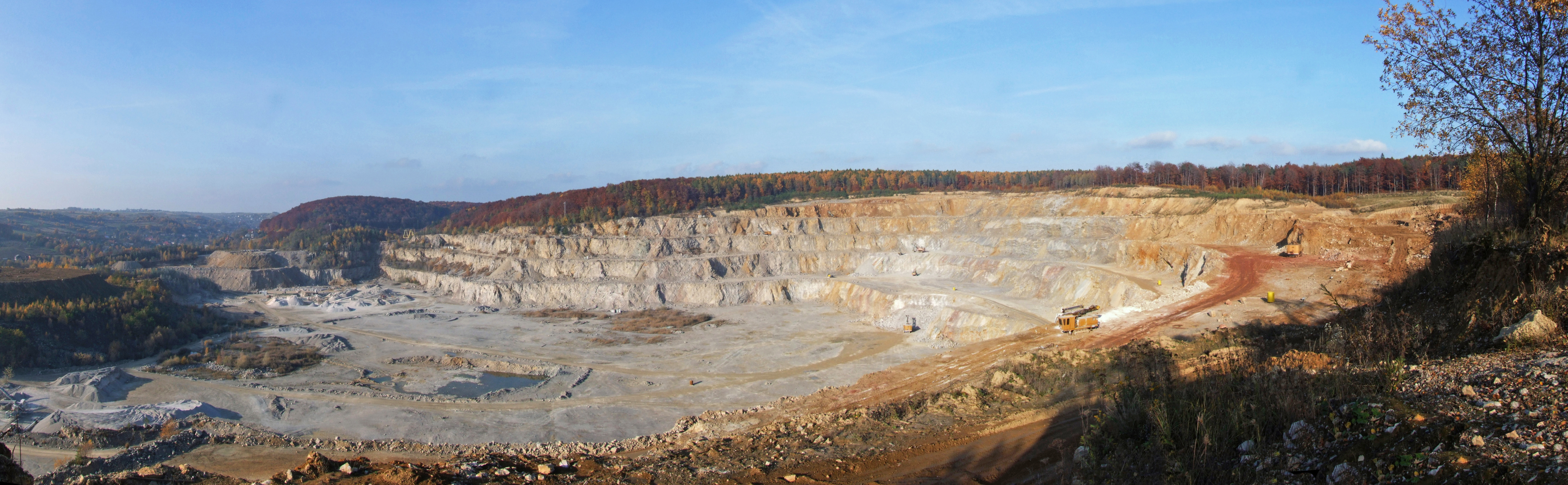
Fragment kamieniołomu wapienia (Krzeszowice, os. Czatkowice) – największego w Polsce

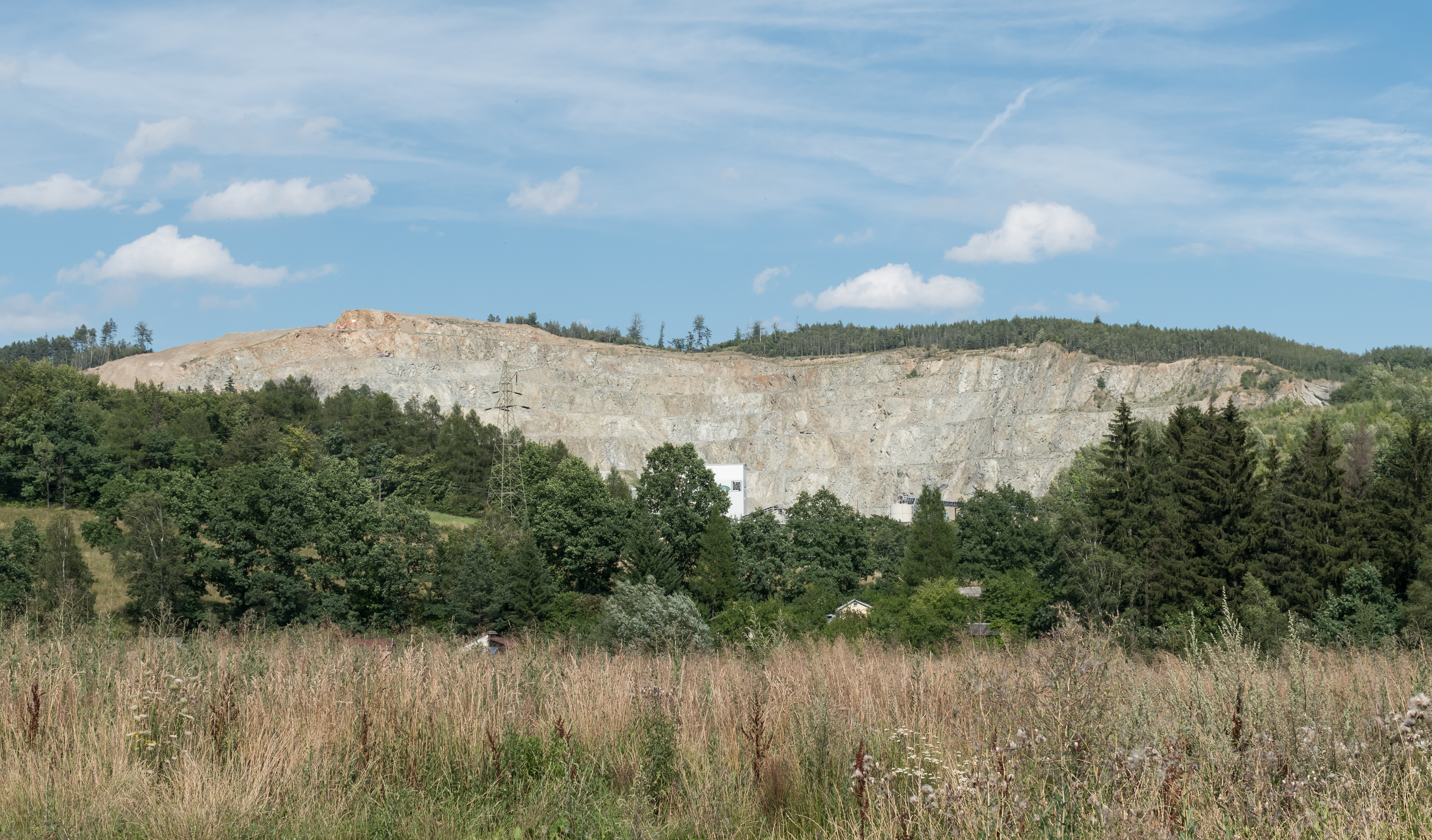
Kamieniołom gabra w Nowej Rudzie

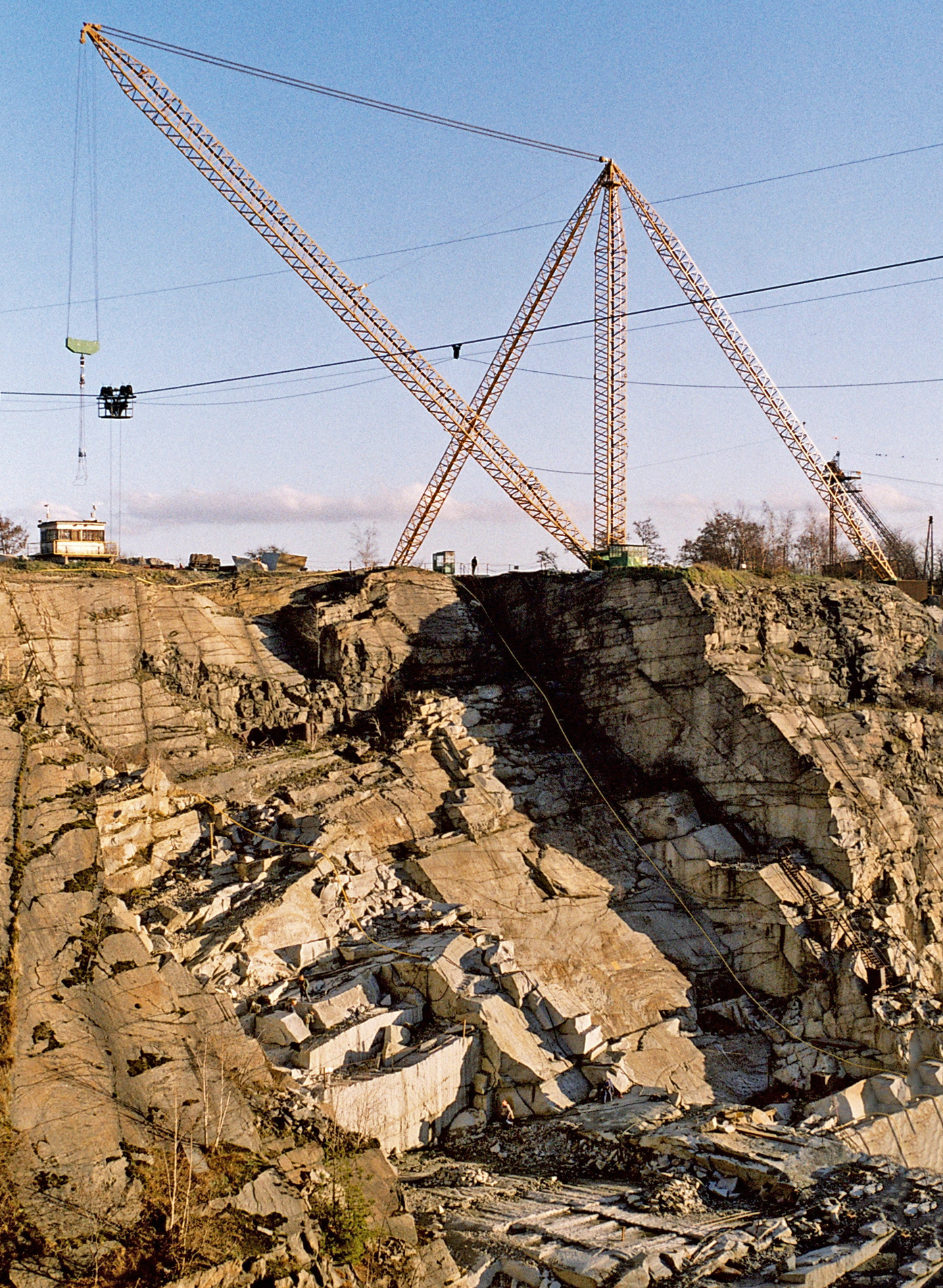
Fragment najgłębszego w Polsce kamieniołomu w Strzelinie

Kamieniołom – kopalnia odkrywkowa kamienia użytkowego (skały zwięzłej o dużej twardości). Kamieniołomów nie należy mylić z kopalniami odkrywkowymi wydobywającymi skały sypkie (piaskownie, żwirownie). Nie są nimi także odkrywkowe zakłady górnicze eksploatujące skały zwięzłe o stosunkowo małej twardości (węgiel brunatny, glinka ogniotrwała), czyli takie, które można urabiać za pomocą koparek. W Polsce w kamieniołomach wydobywa się głównie: granit, bazalt, wapień, piaskowiec, marmur, melafir, sjenit.
Eksploatację w kamieniołomach można podzielić na dwie zasadnicze gałęzie:
- w celu pozyskania bloków skalnych, z których produkuje się następnie foremne elementy kamienne (kostka brukowa, krawężniki, płyty kamienne) – do takiej eksploatacji nadają się wyłącznie złoża o odpowiedniej bloczności;
- do produkcji kruszyw łamanych (grys, kliniec, tłuczeń).

Głównym sposobem urabiania surowców skalnych jest obecnie użycie materiału wybuchowego, którego ładunki umieszcza się we wcześniej odwierconych otworach. Dla pozyskania bloków skalnych stosuje się otwory o małej średnicy (24–42 mm) i niewielkiej długości (do 8 m), rozmieszczone w niewielkiej odległości od siebie (do 0,5 m), gdyż głównym celem jest jedynie odspojenie fragmentu skały od calizny. Następnie blok jest cięty przy pomocy pił diamentowych, palników termicznych lub łuparek, a uzyskane elementy foremne poddawane dalszej obróbce (szlifowanie, groszkowanie, polerowanie, płomieniowanie). W sytuacji produkowania kruszyw łamanych stosuje się większą ilość materiału wybuchowego – dłuższe otwory strzałowe (10-24 m) o większej średnicy (64–105 mm) rozmieszczone w większych odległościach od siebie (2-3,5 m), nawet w trzech rzędach. Takie postępowanie, oprócz urobienia odpowiedniej ilości skał, ma również za zadanie zapewnić wstępne ich rozdrobnienie. Materiał skalny jest następnie przy pomocy koparek lub ładowarek ładowany na wozidła technologiczne (wywrotki kopalniane), które dostarczają go do zakładu przeróbczego. Tam zostaje on skruszony przy pomocy kruszarek i rozsiany przez układ przesiewaczy na poszczególne frakcje.
Największym zagrożeniem naturalnym występującym w kamieniołomach (poza osuwiskowym i związanym z obrywaniem się skał) jest zagrożenie wodne, związane z możliwością zalania wyrobiska wodami podziemnymi lub opadowymi. Dlatego też istnieje stała konieczność wypompowywania wody napływającej do rząpia. Po wyczerpaniu się złoża i zakończeniu eksploatacji zaprzestaje się odwadniania wyrobiska, co najczęściej powoduje jego powolne zalewanie, wskutek podnoszenia się zwierciadła wód gruntowych. Jest to najprostszy i najczęściej stosowany kierunek rekultywacji, jeśli tylko warunki naturalne na to pozwalają.